# Ingrid Almquist
För andra betydelser, se Ingrid Almqvist.
Ingrid Almquist, född 14 juni 1915  i Drammen i Norge, död 3 juni 1993 i Uppsala, var en svensk professionell skådespelerska, sångerska och målare.
Efter det att Ingrid Almquist flyttat till Sverige, studerade hon teater vid Calle Flygare Teaterskola för Naima Wifstrand samt sång för Greta Wassberg. Hon födde sonen Stefan 1945, och började därefter komponera vaggvisor till honom. Hon medverkade 1951 i radioprogrammet Frukostklubben och slog då igenom med vaggvisan Ole Lukkeøye, som blev mycket populär och ledde till kontrakt med skivbolaget Cupol. Därefter turnerade hon i folkparkerna  med bland andra  Snoddas. Hon sjöng även i den första svenska versionen av Disney-filmen Lady och Lufsen från 1955. På 1960-talet gick hon över till att sjunga religiösa sånger.
Som konstnär är hon representerad med en större altarmålning i Katolska kyrkan[var?] samt finns i Uppsala, Göteborgs, Södertäljes och Säffle kommuners samlingar. Hennes konst är starkt påverkad av Evert Lundquists.
Ingrid Almquist är begravd på Uppsala gamla kyrkogård.

## Diskografi i urval
- Ole Lukkeøye
- Sölvi
- Lill-Mats gångtrall
- Porslinsdockorna,
- Flickan och blomman
- Maskerad på landsvägen

## Filmmusik
- 1952 – Gazell Club
- 1953 – Folket i fält

## Filmografi, roller
- 1952 – Gazell Club
- 1953 – Folket i fält

## Teater

### Roller
| År   | Roll        | Produktion                                           | Regi         | Teater       |
| ---- | ----------- | ---------------------------------------------------- | ------------ | ------------ |
| 1953 | Medverkande | Djuprevyn 2 meter, revy Povel Ramel och Yngve Gamlin | Egon Larsson | Idéonteatern |